# Ungmön på Kärringön
Ungmön på Kärringön är en sång skriven av Kai Gullmar och Gus Morris. Den blev en populär schlager i inspelning med Harry Brandelius 1940.

### Fotnoter
1. ↑  ”Ungmön på Kärringön”. Svensk mediedatabs. 27 februari 1940. http://smdb.kb.se/catalog/id/000094026. Läst 8 augusti 2013.